# Кундузлутамак
Кундузлутамак — село в Тоцком районе Оренбургской области. Входит в состав Свердловского сельсовета.

## География
Находится на правом берегу реки Бузулук на расстоянии примерно 49 километров по прямой на юго-запад от районного центра села Тоцкое.

## Палеонтология
В отложениях раннего триасового периода (нижнеоленёкский подъярус) села Кундузлутамак найден ископаемый образец темноспондильной амфибии Wetlugasaurus.

## Население
Население составляло 21 человек в 2002 году (татары 100%), 2 по переписи 2010 года.